# Aquaencyrtus rhadamas
Aquaencyrtus rhadamas är en stekelart som beskrevs av Trjapitzin 1978. Aquaencyrtus rhadamas ingår i släktet Aquaencyrtus och familjen sköldlussteklar. Inga underarter finns listade.